# Décret-loi tunisien du 23 mars 2011
Lire en ligne

Wikisource

Le décret-loi tunisien du 23 mars 2011 ou décret-loi n° 2011-14 du 23 mars 2011, portant organisation provisoire des pouvoirs publics est un décret adopté par le gouvernement de transition tunisien au lendemain de la révolution du 14 janvier, date du départ du président Zine el-Abidine Ben Ali.
Il remplace[réf. nécessaire] la Constitution de 1959 avant d'être substitué par la loi constituante de 2011 neuf mois plus tard.

## Contenu
L'article premier prévoit l'élection de l'Assemblée constituante.
L'article 2 dissout les deux assemblées du Parlement, à savoir la Chambre des députés et le Chambre des conseillers, ainsi que le Conseil constitutionnel et le Conseil économique et social.
L'article 3 prévoit la poursuite des travaux de la Cour des comptes et du Tribunal administratif, conformément aux lois et règlements en vigueur.
L'article 4 indique que les textes législatifs sont provisoirement adoptés sous forme de décrets-lois. Le cinquième article prévoit les matières relevant du domaine de la loi et donc provisoirement de celui des décrets-lois.
Conformément à l'article 6, le pouvoir exécutif est exercé par un président de la République par intérim et un gouvernement provisoire dirigé par un Premier ministre. Le président de la République veille, en vertu de l'article 7, à l'exécution des décrets-lois et exerce le pouvoir réglementaire. Les règlements adoptés par le président doivent être contresigné par le Premier ministre ou le ministre compétent. L'article 8 indique que le mandat du président de la République par intérim se conclut lors de la prise de fonction de l'Assemblée constituante. L'article 9 précise les fonctions du président de la République par intérim. En vertu de l'article 10, en cas d'empêchement, les fonctions du président peuvent être remplies par le Premier ministre. Le cas échéant, le gouvernement élit un président de la République parmi ses membres. Conformément à l'article 11, le président de la République par intérim est inéligible à toute autre élection. En vertu de l'article 12, le siège officiel de la présidence se trouve à Tunis.
Les articles 13 et 14 précisent que la gestion courante de l'administration relève du gouvernement transitoire. L'article 15 indique que le Premier ministre et les autres membres du gouvernement provisoire ne peuvent être candidats lors de l'élection de l'Assemblée constituante.
En vertu de l'article 16, les collectivités locales sont maintenues et exercent leurs fonctions conformément à la loi.
L'article 17 prévoit la poursuite des travaux du pouvoir judiciaire, conformément aux lois et règlements en vigueur.
L'article 18 précise que, dès lors que l'Assemblée constituante prendra ses fonctions, ce décret-loi cessera d'être appliqué.